# 川崎医科大学の人物一覧
川崎医科大学の人物一覧（かわさきいかだいがくのじんぶついちらん）は、川崎医科大学に関係する人物の一覧記事。

## 教員・職員
※退職済みの者も含む。
- 川崎祐宣 - 医師。当大学の創設者。
- 青木省三 - 医師。専門は青年期精神医学と精神療法。教授。
- 高原滋夫 - 医師。無カタラーゼ血液症（高原病とも呼ばれる）を発見した。元教授。
- 植村貞繁 - 医師。川崎医科大学小児外科 前教授。（漏斗胸や鳩胸などの胸壁外科が専門）メルボルン大学に留学しNuss法を習得。漏斗胸における日本初低侵襲手術に成功。
- 吉岡秀人 - 医師。発展途上国で医療活動を行っている。元小児外科講師。
- 小川洋子 - 小説家。岡山市中区森下町出身（『博士の愛した数式』など）。大学卒業後、中央教員秘書室に2年間勤務する[1]。
- 二木芳人 - 医師、元講師。昭和大学医学部 客員教授。新型コロナウイルス感染症の解説者としても有名。